# Органический поиск
Органический поиск (от англ. organic search), или органические результаты поиска — это часть страницы, которую выдают поисковики, с результатами работы поисковой машины. Результаты эти сформированы в соответствии с алгоритмом определения релевантности поисковому запросу.
Слово «органический» синонимично слову «естественный», смысл которого и отражен и в самом понятии «органического поиска». Это чистая поисковая выдача результатов поиска без рекламных объявлений.
Рекламные объявления, размещаемые на страницах с поисковыми выдачами, выглядят аналогично результатам поисковых запросов, но на фоне запрашиваемых пользователем результатов их все же можно отличить. Разницу можно заметить благодаря разным видам текста, фонов, ссылок. Стоит отметить, что с 2004 года появление таких рекламных объявлений во всех основных поисковых системах настолько похоже на подлинные результаты, что большинство пользователей просто не могут их различить.
Так как пользователи начали понимать, что на страницах с поисковой выдачей в начале появляются проплаченные рекламные объявления, то индустрия поисковой оптимизации (SERP) стала отделять рекламу от результатов органического поиска. Был создан специальный классификатор, способный отличать результаты без рекламы от самих рекламных объявлений.

## История возникновения термина
Термин «органический поиск» был впервые использован в 2004 году интернет-теоретиком Джоном Килроем в его статье, посвященной контекстной рекламе. Благодаря этой статье такие термины как «органический поиск» и «платный поиск» стали очень популярными и в настоящее время их используют как поисковые системы, так и поисковая оптимизация и веб-аналитика.
Так как со временем пользователи начали понимать, что на страницах с поисковой выдачей в начале появляются проплаченные рекламные объявления, то индустрия поисковой оптимизации (SERP) стала отделять рекламу от результатов органического поиска. Был создан специальный классификатор, способный отличать результаты без рекламы от самих рекламных объявлений.
На данный момент основную часть поисковой выдачи составляют органические (или естественные) поисковые результаты. Это список документов, найденных и проиндексированных поисковой системой, на ранжирование и показ которых не влияет продаваемая поисковой системой реклама. Обычно он упорядочен по убыванию релевантности документов поисковому запросу согласно применяемым в поисковой системе алгоритмам ранжирования, но во многих системах предусмотрены также и другие виды сортировки, например, по дате документов.
В качестве документов обычно выступают веб-страницы, но многие системы способны также индексировать и выдавать ссылки на файлы в таких форматах, как .pdf, .doc, .ppt и т. д., страницы с Flash-анимацией (.swf). Некоторые системы внедрили так называемый универсальный поиск (англ. universal search) — наряду с обычными документами в поисковую выдачу могут замешиваться, например, результаты поиска по картинкам, видеороликам, новостям, картам. С ростом популярности структурированных данных (Structured data) все чаще в поисковой выдаче можно наблюдать «расширенные» сниппеты, которые занимают около 20-30 % от первой страницы Google.
Немаловажную роль в вопросе об органическом поиске занимает, так называемая, поисковая оптимизация. Целью поисковой оптимизации является выдача платных результатов за естественные. Благодаря тому, что поисковики не в состоянии полностью контролировать органическую поисковую выдачу, оптимизаторы успешно манипулируют результатами поиска. Из-за этого получается, что даже в результатах органического поиска может присутствовать небольшая доля рекламных объявлений. При этом большая часть экрана отводится под платные результаты.

## Значение органического поиска
Очень важно понимать саму суть органической выдачи для грамотной реализации рекламной кампании или при осуществлении поискового продвижения. Результаты органического поиска подлежат процессу изучения, анализа и их дальнейшей оценки. На основе полученных данных составляется план продвижения, определяется ориентировочный бюджет и прогнозируются результаты. Поисковой выдаче следует уделять много внимания, поскольку она является важным источником посетителей для любого проекта.
В 2012 году компания «Google» заявила о том, что влияние органического поиска на полезность рекламных объявлений является недооцененным. Проанализировав более 300 исследований, посвященных контекстной рекламе, специалистам удалось выяснить, что 81 % рекламных показов и 66 % кликов по размешенным объявлениям являются следствием отсутствия соответствующего органического результата на первой странице результатов поиска. Все рекламные клики в данных ситуациях являются «пошаговыми».

## Критика
Целью такой отрасли как поисковая индустрия является выдача платных результатов за естественные. На самом деле «органические» результаты сами по себе являются «платными». Эта работа специалистов-оптимизаторов, которые могут повысить место оптимизируемого сайта в списке результатов по конкретному поисковому запросу.
До недавнего времени компьютерный гигант «Google» позиционировал себя как компанию с самым лучшим органическим поиском в мире. Теперь же органическим результатам на страницах с поисковой выдачей отводится все меньше места. Так, например, было подсчитано, что с обычного 13-дюймового ноутбука пользователю будет доступно лишь 13 % естественных результатов без рекламных объявлений. Если человек использует поисковик со своего смартфона, то органическая выдача ему вообще не будет доступна, так как все место на экране телефона будет занято рекламными публикациями.